# Stratford (Ontario)
Pour les articles homonymes, voir Stratford.
Stratford est une ville de l'Ontario (Canada). Elle compte une population de 30 885 habitants (en 2011). Stratford a été fondée en 1832, et nommée d'après Stratford-upon-Avon (Angleterre), la ville natale de William Shakespeare. Elle est connue pour son festival de théâtre.

## Histoire
La ville était à l'origine une jonction ferroviaire où la fabrication de meubles était devenue une grande partie de l'économie locale. Une grève, commencée par les ouvriers (en 1933) et menée par la Communist Worker's Unity League, marque la dernière fois où l'armée a été déployée pour faire cesser une grève au Canada. L'économie de la ville a pris un tour important lorsque le festival de Stratford a commencé en 1953. Le festival annuel attire maintenant des centaines de milliers de personnes et de touristes. Des célébrités telles qu'Alec Guinness, Christopher Plummer, et William Shatner ont joué dans une des pièces au festival. Le festival est très connu dans le monde entier. Il se déroule dans quatre théâtres de la ville : le Festival Theatre, Avon Theatre, Tom Patterson Theatre et le Studio Theatre.
Certaines célébrités ont vécu auparavant ou actuellement à Stratford telles que Justin Bieber, Richard Manuel, James Westman, l'acteur Shawn Roberts, Thomas Edison ou encore la star du hockey Howie Morenz.

## Personnalités liées à la commune
- Justin Bieber
- Loreena McKennitt

## Démographie
| 2001   | 2006   | 2011   | 2016   |
| ------ | ------ | ------ | ------ |
| 29 780 | 30 461 | 30 903 | 31 465 |

Stratford possède une population de 30 885 habitants en 2011, soit une augmentation de population de 4,1 % depuis 2001.

## Média et éducation

### Journaux
- The Beacon Herald,
- The Stratford City Gazette[4]

### Radio
- CJCS 1240 AM
- CHGK-FM 107.7 FM

### Éducation
Les trois principales écoles de Stratford incluent :
- Stratford Central Secondary School,
- Stratford Northwestern Secondary School,

faisant partie de la Avon Maitland District School Board, et
- St. Michael's Catholic Secondary School

## Jumelage

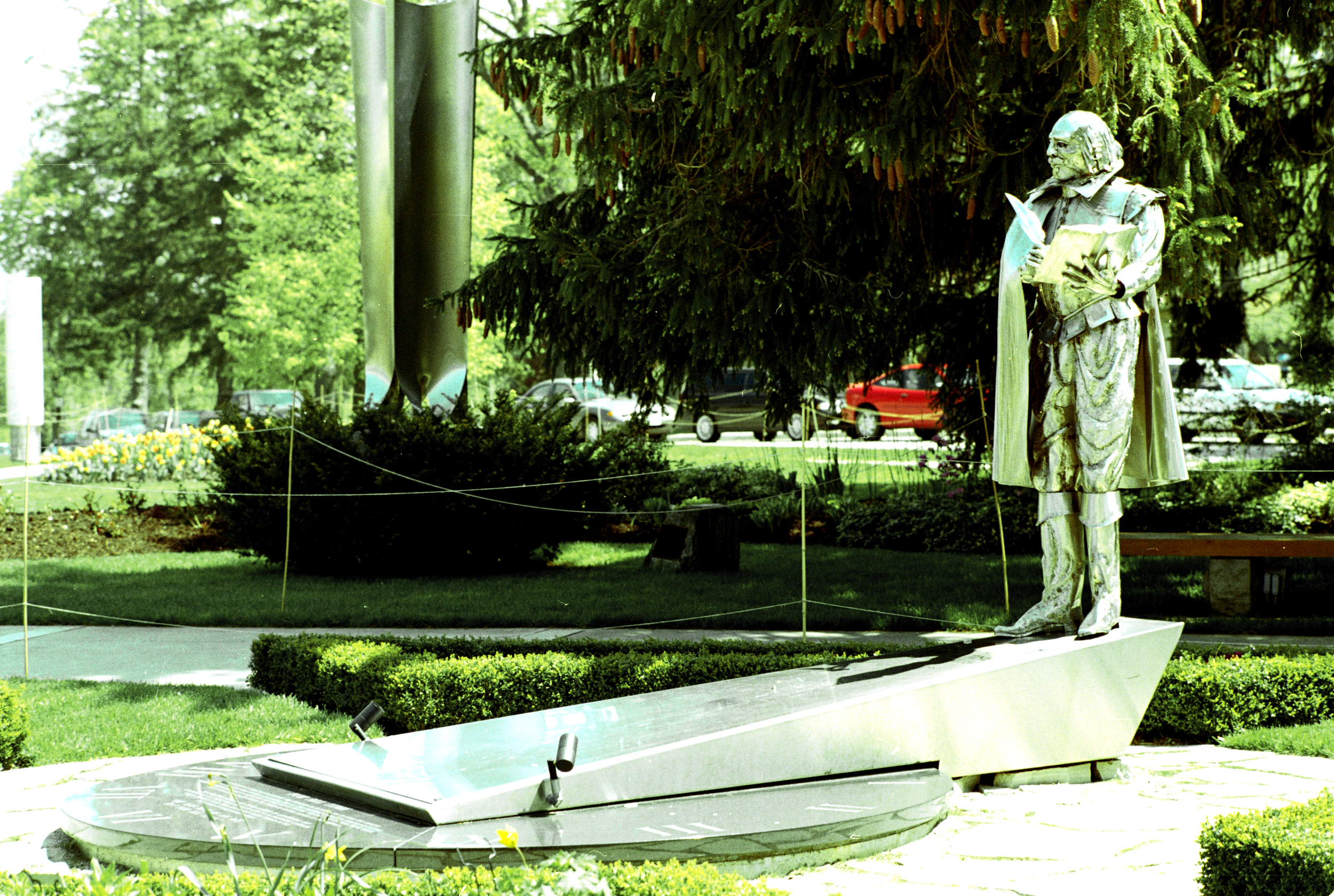
Statue de William Shakespeare.

Stratford est membre du programme Stratford Sister Cities ayant été créé dans le but de promouvoir une amitié ainsi qu'une bonne relation envers les pays participants. Une réunion est tenue tous les deux ans par différents membres.
Les principales villes jumelées à Stratford sont :
- Stratford-upon-Avon, Angleterre, Royaume-Uni
- Stratford, Angleterre, Royaume-Uni
- Stratford, Nouvelle-Zélande
- Stratford, Connecticut, États-Unis
- Paranaguá, Paraná, Brésil